# Josip Šilović
Josip Šilović (ur. 8 września 1858 w Praputnjaku, zm. 9 maja 1939 w Zagrzebiu) – chorwacki polityk i prawnik.

## Życiorys
Był absolwentem prawa. W 1884 roku na Uniwersytecie w Zagrzebiu uzyskał stopień naukowy doktora. W latach 1883–1894 pracował w administracji wymiaru sprawiedliwości. Był wykładowcą postępowania cywilnego, prawa i postępowania karnego i filozofii prawa. W roku akademickim 1898/1899 pełnił funkcję rektora. W latach 1892–1914 był redaktorem czasopisma naukowego Mjesečnik Pravničkog društva u Zagrebu. W 1920 roku napisał pierwszy chorwacki podręcznik do prawa karnego. Miał znaczący udział w reformie prawa karnego w Chorwacji.
Do 1918 roku był członkiem Partii Narodowej i posłem do chorwackiego i węgierskiego parlamentu. W latach 1929–1931 pełnił funkcję pierwszego bana banowiny sawskiej. W 1929 roku został członkiem Naczelnej Rady Legislacyjnej.

## Wybrane publikacje
(opracowano na podstawie materiału źródłowego)
- Nuždna obrana (1890)
- Slobodna volja i kazneno pravo (1898)
- Uzroci zločina (1913)
- O razvoju krivnje u hrvatskom kaznenom pravu (1912)
- Kazneno pravo, I. Opći dio (kooperacja, 1929)